# Heteropoda planiceps
Heteropoda planiceps là một loài nhện trong họ Sparassidae.
Loài này thuộc chi Heteropoda. Heteropoda planiceps được Mary Agard Pocock miêu tả năm 1897.